# خلنج الجبل
خلنج الجبل أو الفيلودوس (الاسم العلمي:Phyllodoce) هو جنس من الخلنجية يتبع قبيلة خلنجاوية الجبل من أسرة الخلنجاوات.

## أنواع خلنج الجبل
- خلنج الجبل الألوتياني
- خلنج الجبل البرويري
- خلنج الجبل الأزرق
- خلنج الجبل المنحني
- خلنج الجبل الإنبطرني
- خلنج الجبل غدي الأزهار
- خلنج الجبل الغراهامي
- خلنج الجبل المتوسط